# Seissan
Seissan este o comună în departamentul Gers din sudul Franței. În 2009 avea o populație de 1.059 de locuitori.

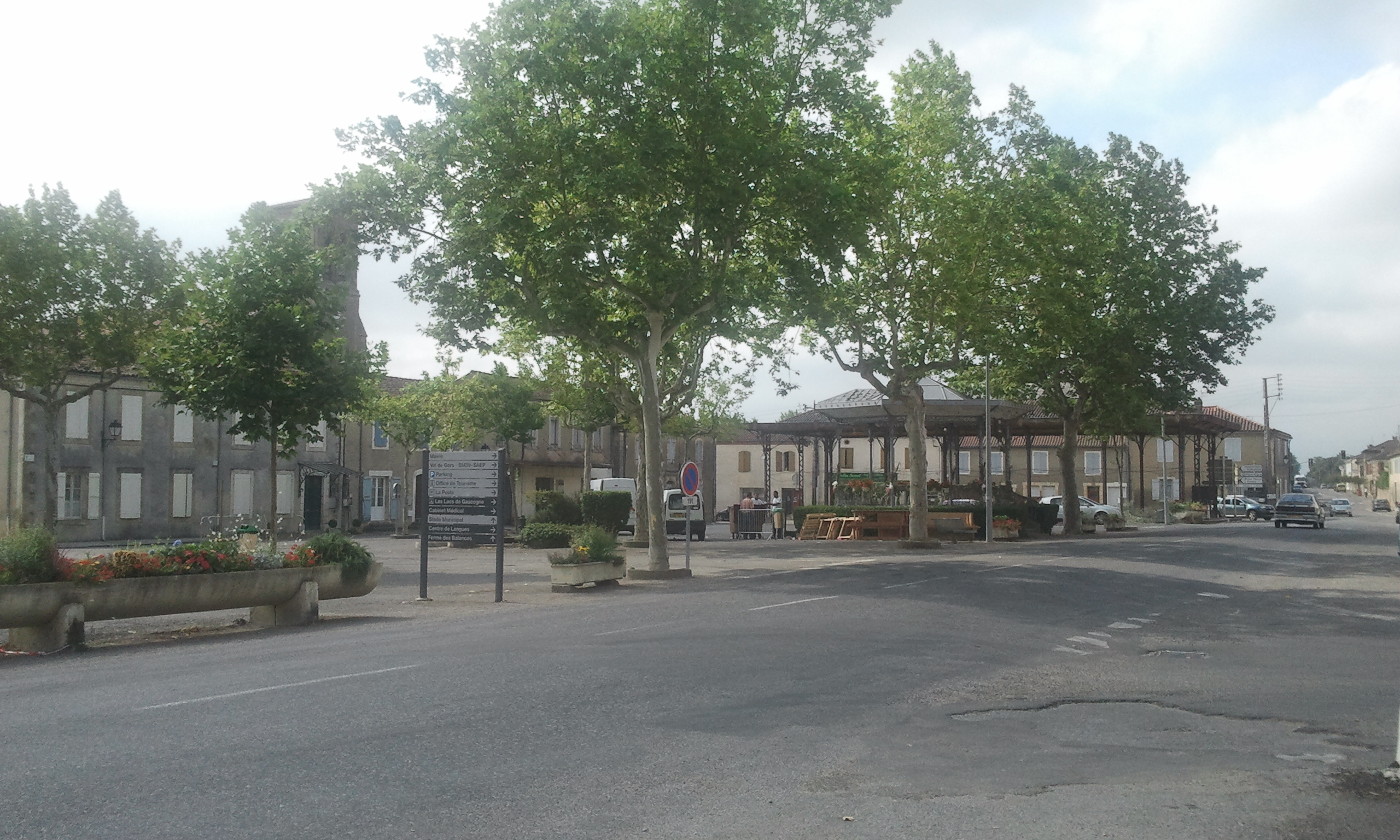
Seissan

## Evoluția populației
| An        | 1975 | 1982  | 1990 | 1999  | 2006  | 2009  |
| --------- | ---- | ----- | ---- | ----- | ----- | ----- |
| Populație | 965  | 1.011 | 984  | 1.002 | 1.032 | 1.059 |